# Aire urbaine de Saint-Malo
L'aire urbaine de Saint-Malo est une aire urbaine française constituée autour de la ville isolée de Saint-Malo (Ille-et-Vilaine). Composée de 16 communes, elle comptait 73 405 habitants en 2015.

## Composition selon la délimitation de 2010
| Nom                           | Code Insee | Statut | Superficie (km2) | Population (dernière pop. légale) | Densité (hab./km2) |
| ----------------------------- | ---------- | ------ | ---------------- | --------------------------------- | ------------------ |
| Saint-Malo (siège)            | 35288      |        | 36,58            | 47 255 (2022)                     | 1 292              |
| Châteauneuf-d'Ille-et-Vilaine | 35070      |        | 1,38             | 1 679 (2022)                      | 1 217              |
| La Fresnais                   | 35116      |        | 14,43            | 2 508 (2022)                      | 174                |
| La Gouesnière                 | 35122      |        | 8,74             | 2 000 (2022)                      | 229                |
| Hirel                         | 35132      |        | 9,85             | 1 384 (2022)                      | 141                |
| Lillemer                      | 35153      |        | 3,74             | 383 (2022)                        | 102                |
| Miniac-Morvan                 | 35179      |        | 31,03            | 4 379 (2022)                      | 141                |
| Saint-Benoît-des-Ondes        | 35255      |        | 2,92             | 966 (2022)                        | 331                |
| Saint-Coulomb                 | 35263      |        | 18,04            | 2 970 (2022)                      | 165                |
| Saint-Guinoux                 | 35279      |        | 6,37             | 1 247 (2022)                      | 196                |
| Saint-Jouan-des-Guérets       | 35284      |        | 9,24             | 2 816 (2022)                      | 305                |
| Saint-Méloir-des-Ondes        | 35299      |        | 29,49            | 4 666 (2022)                      | 158                |
| Saint-Père-Marc-en-Poulet     | 35306      |        | 19,74            | 2 399 (2022)                      | 122                |
| Saint-Suliac                  | 35314      |        | 5,46             | 977 (2022)                        | 179                |
| Tressé                        | 35344      |        | 5,24             | 402 (2016)                        | 77                 |
| La Ville-ès-Nonais            | 35358      |        | 4,34             | 1 226 (2022)                      | 282                |

### Évolution de la composition
- 2010 : Ajout d'Hirel

## Caractéristiques en 1999
D'après la délimitation établie par l'INSEE, l'aire urbaine de Saint-Malo est composée de 15 communes, situées en Ille-et-Vilaine. 
Le pôle urbain de l'aire est l'unité urbaine de Saint-Malo, qui ne comprend qu'une seule commune. 
Les 14 autres communes, dites monopolarisées, se répartissent entre 13 communes rurales et 1 commune urbaine : Saint-Jouan-des-Guérets, qui est une ville isolée (unité urbaine d'une seule commune).
En 1999, ses 70 303 habitants faisaient d'elle la 107e des 354 aires urbaines françaises.
L’aire urbaine de Saint-Malo appartient à l’espace urbain de Rennes.
Le tableau suivant détaille la répartition de l'aire urbaine sur le département (les pourcentages s'entendent en proportion du département) :
| Département     | Communes | Communes (%) | Superficie (km²) | Superficie (%) | Population (1999) | Population (%) |
| --------------- | -------- | ------------ | ---------------- | -------------- | ----------------- | -------------- |
| Ille-et-Vilaine | 15       | 4,2          | 196,74           | 2,9            | 70 303            | 8,1            |

En 2006, la population s’élevait à 72 502 habitants.